# Nikita Nóvikov
Nikita Valérievitx Nóvikov (en rus Никита Валерьевич Новиков) (10 de novembre de 1989) és un ciclista rus, professional del 2008 al 2013. Va combinar la carretera amb la pista. De les seves victòries destaquen les aconseguides a la Volta a Eslovàquia i al Tour del País de Savoia. El 2013 va ser sancionat durant dos anys per donar positiu en hydroxy-ostarina.

## Palmarès en ruta
- 2007
  - Vencedor d'una etapa a la Copa del President de la vil·la de Grudziadz
- 2011
  - 1r a la Volta a Eslovàquia i vencedor de 2 etapes
  - 1r al Tour del País de Savoia i vencedor d'una etapa
  - Vencedor d'una etapa al Giro de la Vall d'Aosta

## Palmarès en pista
- 2007
  -  Campió del món júnior en Puntuació